# Ležnice
Ležnice (německy Leßnitz resp. Lessnitz) je malá vesnice, základní sídelní jednotka města Horní Slavkov, v okrese Sokolov, v kraji Karlovarském. Název Ležnice dostala vesnice v roce 1948. V roce 2018 zde bylo evidováno 39 adres, v roce 2011 zde trvale žilo 53 obyvatel. Vesnice leží v katastrálním území Ležnice o rozloze 1,736 km2.

## Geografie
Vesnice leží v členité krajině Slavkovského lesa. Zástavba je soustředěna v údolí nepojmenovaného potoka a na okolních svazích po obvodu návsi, přibližně 1,5 km východně od centra Horního Slavkova.

## Historie
První písemná zmínka o vsi pochází z roku 1475, kdy patřila k panství hradu Bečov. O možné dřívější existenci panského sídla ve vsi svědčí predikát Jana Sele, který se po ní psal roku 1428. Uvažované sídlo se ovšem nepodařilo lokalizovat. K bečovskému panství patřila ves až do zániku vrchnostenské správy. Dle údajů v berní rule z roku 1654 žilo ve vsi 11 hospodářů.
V letech 1869–1910 byla Ležnice obcí v okrese Falknov (nynější Sokolov), v letech 1921-1930 pod názvem Lesnice obcí v okrese Loket, od roku 1950 osadou obce Horní Slavkov v okrese Karlovy Vary-okolí, v letech 1961–1980 částí obce Horní Slavkov v okrese Sokolov, 1.4.1980 se stala součástí města Horní Slavkov jako jeho základní sídelní jednotka.
Po roce 1945 došlo k odsunu německého obyvatelstva a po vysídlení německých obyvatel v roce 1946 došlo jen k minimálnímu dosídlení českými obyvateli, neboť vesnice se octla v blízkosti nového Vojenského výcvikového prostoru Prameny. Rovněž se již prováděl ložiskový průzkum pro budoucí těžbu uranu. Vesnice se octla v uzavřeném uranovém pásmu, kam se smělo pouze s propustkou. Odsun německého obyvatelstva, těžba uranu a pracovní tábor v padesátých letech 20. století zničily charakter vesnice. Původní stavby byly většinou demolovány. Přesto se ve vesnici dochovalo několik zajímavých lidových staveb, především usedlost čp. 811 (původně čp. 16) a v oblasti Slavkovského lesa patří Ležnice mezi nejhodnotnější lokality.

## Těžba uranové rudy

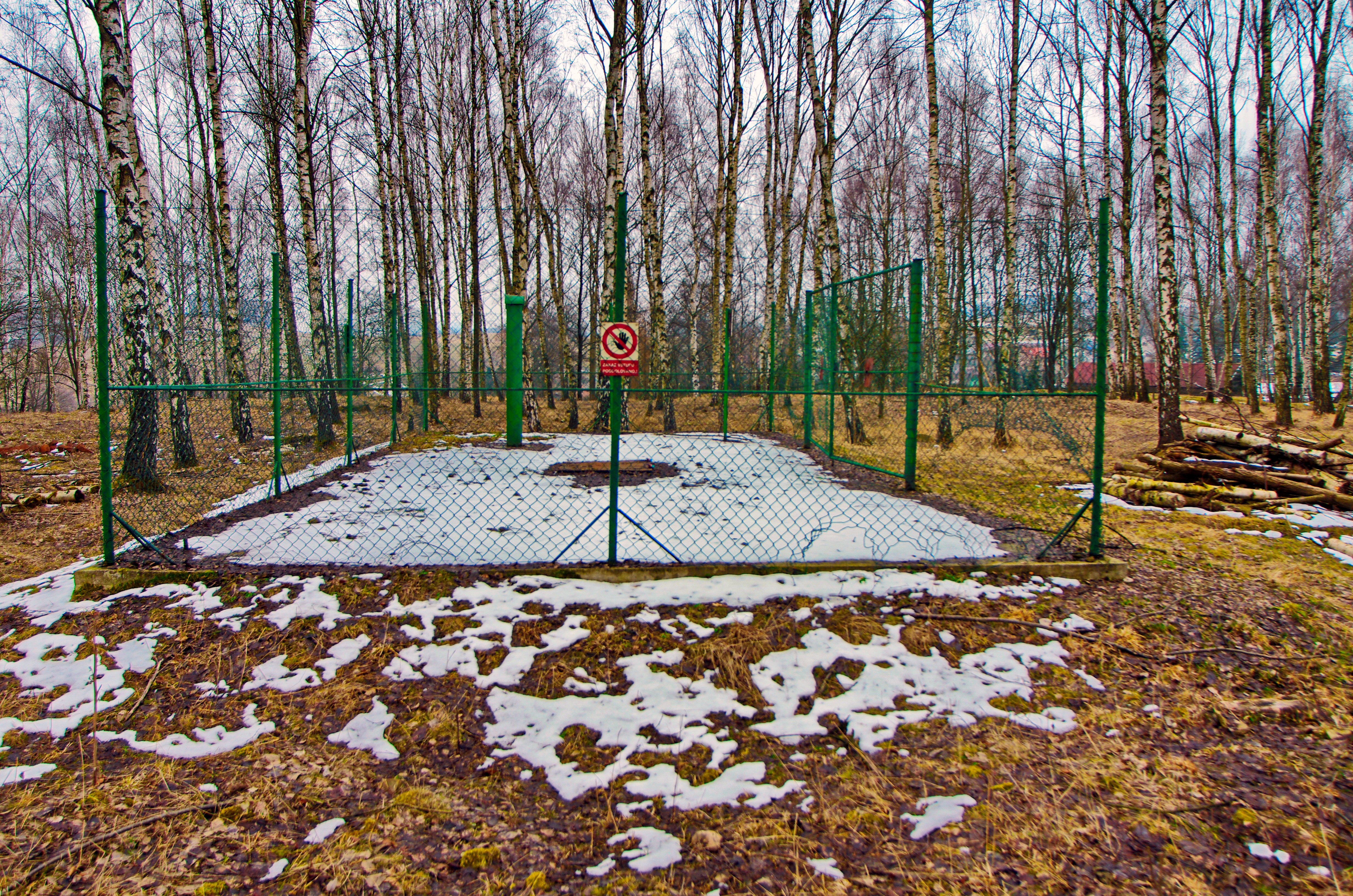
Místo bývalé jámy č. 5

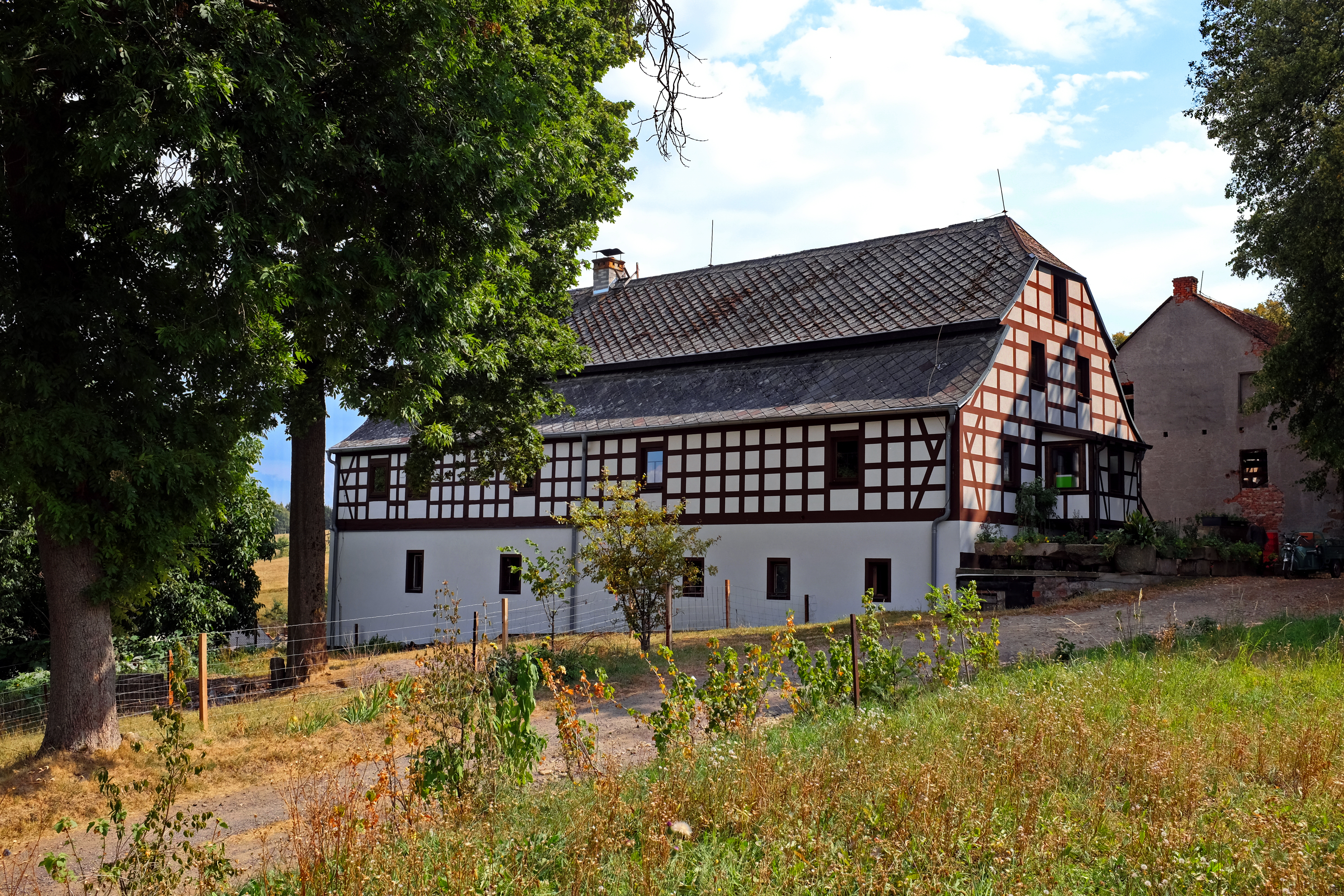
Usedlost čp. 811

Již v 16. století se v těsném sousedství rozmáhalo hornictví, ves však zůstala zemědělskou lokalitou. V letech 1946–1947 probíhal v Horním Slavkově a okolí geologický průzkum. Výsledkem geologického průzkumu bylo zjištění uranového zrudnění a následovalo zaražení prvních těžních jam a zahájena těžba rudy. V Ležnici byla vyhloubena koncem roku 1948 šachta č. 5 zvaná Ležnice-sever, mající 10 pater a hloubku 507 m. Jednalo se o nejhlubší jámu slavkovského revír. Kromě ní pak byla v roce 1949 vyhloubena šachta č. 6 Svatopluk a byl vytvořen závod Ležnice. Těžila se zde skupina žil ze žilného uzlu Barbora.
Nejintenzivnější těžba probíhala v letech 1953–1955. V polovině padesátých let již geologickým průzkumem nedocházelo k žádným dalším nálezům rud. Skončila produkční těžba a od roku 1958 začal útlum těžby, hornické práce byly ukončeny k 1. březnu 1959. V letech 1950–1955 byl u závodu Ležnice v provozu stejnojmenný trestanecký tábor pro kriminální, retribuční a politické vězně.
Dne 5.7.1962 byl vysloven souhlas se zbořením budov. Z přehledu o likvidaci je zřejmé, že u jámy č. 5 bylo zbořeno celkem 24 budov. Závodem Ležnice bylo poddolováno území o rozloze 1 875 000 m2 a odvaly pokrývají plochu 70 000 m2.
Po ukončení těžby a likvidaci šachet bylo rozhodnuto, že v katastru Ležnice se poblíž šachty č. 5 vybuduje strojírenský závod Stasis, pobočka Přerovských strojíren v Přerově.

## Obyvatelstvo
Při sčítání lidu v roce 1921 zde žilo 176 obyvatel, z toho 170 Němců a šest cizinců. K římskokatolické církvi se hlásilo 168 obyvatel, k evangelické osm.
| Rok            | 1869 | 1880 | 1890 | 1900 | 1910 | 1921 | 1930 | 1950 | 1961 | 1970 | 1980 | 1991 | 2001 | 2011 |
| -------------- | ---- | ---- | ---- | ---- | ---- | ---- | ---- | ---- | ---- | ---- | ---- | ---- | ---- | ---- |
| Počet obyvatel | 228  | 213  | 195  | 213  | 167  | 176  | 164  | 60   | 65   | 71   | 52   | 47   | 57   | 53   |
| Počet domů     | 33   | 32   | 33   | 33   | 32   | 32   | 32   | 32   | -    | 17   | 15   | 18   | 22   | 21   |

## Obecní správa
V letech 1869–1880 k obci patřila Teplička.

## Pamětihodnosti
- Barokní kaple svatého Jana Nepomuckého z roku 1743 (kulturní památka).
- Lidová architektura – mohutná hrázděná usedlost čp. 811 (Höfelhof), která se dochovala v podobě z roku 1828 – objekt s mansardovou střechou a dochovanými klenbami v přízemní hospodářské části.[6]